# 1937年の音楽
1937年の音楽（1937ねんのおんがく）では、1937年（昭和12年）の世界の音楽についてまとめる。
できるだけ国名や地域名やジャンル名を書く。洋楽という言葉は避けること。日本については、アーティスト名などから明らかな場合は、省略可

## 概要
- カントリーのハンク・ウィリアムズの音楽キャリアが始まった[1]。
- ブルースのロバート・ジョンソンがブルースの名曲（伝説的な曲）「クロス・ロード・ブルース」Cross Road Blues を録音したが、翌1938年に20代で死去している[2]。
- ブルースのサニー・ボーイ・ウィリアムソンIの録音キャリアが開始された。

## 出版曲
- アーチー・フレッチャー、アル・シャーマン「小さな竹の橋で」 -ペンシルベニア州出身の作詞者とロシア系ユダヤ人の作曲者によりニューヨークのティン・パン・アレーで制作されたハパ・ハオレ・ソング。
- アドリアナ・カセロッティ（アメリカ）「いつか王子様が」
- サミー・フェイン「ザット・オールド・フィーリング」
- 周璇（中華人民共和国）「四季歌」「天涯歌女」「何日君再来」
- ビング・クロスビー（アメリカ）「浪路はるかに」「ブルー・ハワイ」[注釈 3]
- ブッカ・ホワイト[注釈 4]「シェイク・エム・オン・ダウン」
- ペドロ・ラウレンス(アルゼンチン）「デ・プーロ・グアポ」
- リチャード・ロジャースとロレンツ・ハート「マイ・ファニー・ヴァレンタイン」[3]
- ローレンツ・ハート、リチャード・ロジャース「ザ・レディ・イズ・ア・トランプ」

## クラシック
- アーネスト・ジョン・モーラン「交響曲」
- アルバン・ベルク「ルル」
- ウィリアム・ウォルトン「王冠」
- ドミートリイ・ショスタコーヴィチ「交響曲第5番」

## 日本国内、シングル
- 淡谷のり子「別れのブルース」「私のトランペット」
- ディック・ミネ「林檎の樹の下で」「人生の並木路」「アイルランドの娘」
- 灰田勝彦「僚機よさらば」「感激の南京入城」
- 岸井明 、平井英子「タバコやの娘」
- 月村光子「春の唄」
- 四家文子「軍国子守歌」
- 小唄勝太郎、市丸、鈴木正夫「祝捷音頭」
- 小林千代子「銃後の花」
- 松島詩子「マロニエの木蔭」
- 松平晃「泪のタンゴ」
- 上原敏「妻恋道中」「流転」「裏町人生 (w.結城道子)」
- 森山久「霧の十字路」
- 青葉笙子「関の追分」
- 赤坂小梅「浅間の煙」
- 三門順子「春色明治姿」「さくら道成寺」
- 中野忠晴「山寺の和尚さん(w.コロムビア・ナカノ・リズム・ボーイズ)」「アコーディオンの春」
- 東海林太郎「すみだ川」
- 古賀久子「小楠公」
- 東京リーダー・ターフェル・フェライン「つわものの歌(献納軍歌)」
- 藤山一郎「青い背広で」「青春日記」「白虎隊」
- 徳山璉「眠れ戦友」「南京陥落大勝利」「愛国行進曲 (w.灰田勝彦, 四家文子, 中村淑子)」
- 二葉あき子「乙女 19」
- 林伊佐緒、近衛八郎、樋口静雄「男なら」
- 林伊佐緒、新橋みどり「若しも月給が上がったら」
- 渡辺はま子「愛国の花」
- 江戸川蘭子 / 千葉早智子「良人の貞操」
- 大澤壽人「交響曲第3番」
- 早坂文雄「古代の舞曲」
- 長田幹彦、阿部武雄「日独伊防共トリオ」
- 童謡「かもめの水兵さん」「かわいい魚屋さん」
- 市歌「釜石市民歌」「静岡市歌」「戸畑市歌」「船橋市歌」「横須賀市歌」「若松市歌」
- 戦時歌謡；美ち奴「軍国の母」
- 霧島昇ら「露営の歌」
- 塩まさる「軍国子守唄」
- 複数歌手ら「愛国行進曲」
- 歌曲「海行かば」
- 軍歌「ああ我が戦友」「露営の歌」

## 誕生
- 1月2日 - 沢たまき（歌手・女優、+2003年・66歳没）
- 1月2日 - 浜中浩一（クラリネット奏者、+2013年・76歳没）
- 1月4日 - ゲイネル・ホッジ（歌手、プラターズ、+2020年・83歳没）
- 1月4日 - 藤田玄播（作曲家、+2013年・76歳没）
- 1月11日 - 江利チエミ（歌手・女優・タレント、+1982年・45歳没）
- 1月22日 - 瑳川哲朗（俳優・元歌手、+2021年・84歳没）
- 1月27日 - ジョン・オグドン（ピアニスト、+1989年・52歳没）
- 1月28日 - 笑福亭仁鶴 (3代目)（落語家・タレント）
- 1月30日 - 常田富士男（俳優・声優・歌手、+2018年・81歳没）
- 1月31日 - フィリップ・グラス（作曲家）
- 2月7日 - 阿久悠（兵庫県、作詞家、+2007年・70歳没）
- 2月8日 - ばってん荒川（タレント・演歌歌手、+2006年・69歳没）
- 2月9日 - ヒルデガルト・ベーレンス（ソプラノ歌手、+2009年・72歳没）
- 2月12日 - 砂川啓介（俳優・タレント・元歌手、+2017年・80歳没）
- 2月15日 - ファウスト・チリアーノ（、歌手）
- 2月15日 - 山根伸介（お笑い芸人、チャンバラトリオ、+2015年・78歳没）
- 2月15日 - ゾルターン・ペシュコー（指揮者、+2020年・83歳没）
- 2月20日 - ナンシー・ウィルソン（ジャズ歌手、+2018年・81歳没）
- 2月27日 - 江戸京子（東京都、ピアニスト）
- 3月4日 - ニナ・ベイリナ（ヴァイオリニスト、+2018年・81歳没）
- 3月6日 - 末吉保雄（作曲家、+2018年・81歳没）
- 3月15日 - 中川博之（、作曲家、+2014年・77歳没）
- 3月16日 - デイヴィッド・デル・トレディチ（作曲家）
- 3月17日 - コンラッド・シュニッツラー（作曲家、+2011年・74歳没）
- 3月18日 - 井沢八郎（青森県、演歌歌手、+2007年・69歳没）
- 3月19日 - マイク・ロンゴ（ジャズピアニスト、+2020年・83歳没）
- 3月20日 - 雪村いづみ（東京都、歌手）
- 3月25日 - 千波丈太郎（俳優・歌手）
- 4月10日 - 松山恵子（演歌歌手、+2006年・69歳没）
- 4月11日 - 加山雄三（神奈川県、シンガーソングライター・俳優）
- 4月28日 - グリゴリー・フェイギン（ヴァイオリニスト、+2018年・80歳没）
- 5月4日 - ディック・デイル（ギタリスト、+2019年・81歳没）
- 5月4日 - ロン・カーター（、ジャズミュージシャン）
- 5月9日 - 栗塚旭（俳優・元歌手）
- 5月9日 - 松岡直也（神奈川県、ジャズピアニスト、+2014年・76歳没）
- 5月10日 - 山口洋子（愛知県、作詞家、+2014年・77歳没）
- 5月13日 - トリニ・ロペス（歌手・ギタリスト・俳優、+2020年・83歳没）
- 5月20日 - 伊集加代（東京都、歌手）
- 5月29日 - 美空ひばり（神奈川県、歌手・女優、+1989年・52歳没）
- 5月30日 - 左とん平（俳優・歌手・タレント、+2018年・80歳没）
- 7月6日 - ウラディーミル・アシュケナージ（、ピアニスト・指揮者）
- 7月20日 - 大町正人（テナー歌手、ボニージャックス、+2011年・73歳没）
- 7月30日 - ミヒャエル・フォン・ビール（チェリスト）
- 8月1日 - デヤン・ブラヴニチャル（ヴァイオリニスト、+2018年・80歳没）
- 8月4日 - デヴィッド・ベッドフォード（作曲家、+2011年・74歳没）
- 8月6日 - チャーリー・ヘイデン（、ジャズベーシスト、+2000年・63歳没）
- 8月18日 - 林春生（島根県、作詞家、+1995年）
- 8月20日 - ステルヴィオ・チプリアーニ（作曲家、+2018年・81歳没）
- 8月26日 - 京建輔（京都府、作曲家）
- 9月5日 - 曽根晴美（俳優・元歌手、+2016年・78歳没）
- 10月3日 - 浜村美智子（歌手）
- 10月5日 - 白根一男（栃木県、歌手）
- 10月6日 - 山本邦山（尺八演奏家、+2014年・76歳没）
- 10月19日 - 林家木久扇（落語家・漫画家・画家）
- 10月24日 - 千藤幸蔵（三味線演奏家、+2012年・74歳没）
- 10月29日 - マイケル・ポンティ（ピアニスト）
- 11月2日 - 笠木透（フォークシンガー、+2014年・77歳没）
- 11月5日 - 川口真（兵庫県、作曲家）
- 11月8日 - 2代目鈴木正夫（民謡歌手、+2019年・81歳没）
- 11月11日 - ロジャー・ラヴァーン（オルガニスト、トルネイドース、+2013年）
- 11月15日 - リトル・ウィリー・ジョン（、R&Bシンガー、+1968年・30歳没）
- 11月16日 - 宮ユキオ（ドラマー、ザ・ジャガーズ、+2013年・75歳没）
- 11月16日 - 佐々木襄（東京都、歌手・声楽家、+2015年・77歳没）
- 11月17日 - ジェリー・マギー（、ギタリスト、ザ・ベンチャーズ、+2019年・81歳没）
- 11月20日 - ルース・ラレード（ピアニスト、+2005年）
- 11月22日 - ニコライ・カプースチン（ピアニスト、+2020年・82歳没）
- 11月30日 - ルーサー・イングラム（、歌手、+2007年）
- 12月17日 - アート・ネヴィル（歌手・キーボーディスト、+2019年・81歳没）
- 12月24日 - 平尾昌晃（東京都、作曲家・歌手 +2017年・79歳没）
- 12月25日 - 克美しげる（歌手、+2013年・75歳没）
- 12月25日 - 平尾昌晃（ロカビリー歌手、+2013年・75歳没）
- 12月30日 - ノエル・ポール・ストゥーキー（シンガーソングライター、ピーター・ポール&マリー）
- 月日不明 - 吉田佐（作曲家、+2006年・69歳没）
- 月日不明（or 1938年） - 松山祐士（作曲家、+2017年・79歳没）

## 死去
- 2月6日 - ピエール・アドルフォ・ティリンデッリ、作曲家・ヴァイオリニスト（* 1858年）
- 2月13日 - 山中直治、作曲家（* 1906年）
- 2月14日 - エルッキ・メラルティン、作曲家（* 1875年）
- 3月12日 - シャルル＝マリー・ヴィドール、作曲家（* 1844年）
- 3月12日 - イェネー・フバイ、ヴァイオリニスト（* 1858年）
- 3月29日 - カロル・シマノフスキ、作曲家（* 1882年）
- 3月29日 - フョードル・ケーネマン、ピアニスト・作曲家（* 1873年）
- 6月2日 - ルイ・ヴィエルヌ、作曲家（* 1870年）
- 7月11日 - ジョージ・ガーシュウィン（、作曲家、*1898年）
- 8月23日 - アルベール・ルーセル、作曲家（* 1869年）
- 9月6日 - ヘンリー・ハドリー、作曲家（* 1871年）
- 9月26日 - ベッシー・スミス、ブルース歌手（* 1894年）
- 10月22日 - フランク・ダムロッシュ、指揮者（* 1859年）
- 11月17日 - 貴志康一、作曲家（* 1909年）
- 12月26日 - アイヴァー・ガーニー、作曲家・詩人（* 1890年）
- 12月28日 - モーリス・ラヴェル（、作曲家、*1875年）